# مساعدة الآباء
 مساعدة الآباء هي أول مجموعة قصصية للأطفال من تصميم ماريا ايدجوورث، والتي نشرها جوزيف جونسون في عام 1796.